# إيستيبان بافيز
إيستيبان بابيز (1 مايو 1990 بسانتياغو في تشيلي - ) هو لاعب كرة قدم تشيلي في مركز الوسط . شارك مع منتخب تشيلي تحت 17 سنة لكرة القدم ومنتخب تشيلي لكرة القدم. أما مع النوادي، فقد لعب مع أتلتيكو باراناينسي وكولو-كولو ونادي النصر الإماراتي و سان ماركوس دي أريكا ‏ وUnión Temuco ‏ ورينجرز دي تالكا.

## روابط خارجية
- إيستيبان بافيز على موقع قاعدة بيانات كرة القدم.إي يو (الإنجليزية)
- إيستيبان بافيز على موقع ناشيونال فوتبول تيمز (الإنجليزية)
- إيستيبان بافيز على موقع Soccerway.com (الإنجليزية)
- إيستيبان بافيز على موقع AS.com (الإسبانية)